# Cèsar Martinell
Cèsar Martinell i Brunet (* 24. Dezember 1888 in Valls; † 19. November 1973 in Barcelona) war ein katalanischer Architekt und wichtiger Vertreter des Modernisme.

## Biografie
Cèsar Martinell beendete 1916 sein Architekturstudium in Barcelona. Er war Schüler von Antoni Gaudí. 1923 wurde er Dekan der Hochschule für Architektur und 1929 Professor an der Kunsthochschule in Barcelona. Er schrieb zahlreiche Werke, insbesondere zur Architektur und Skulptur des Barock, zu Theorie und Werk von Gaudí sowie über landwirtschaftliche Architektur in Katalonien, ein Bereich, in dem er der unbestrittene Fachmann war.

## Werke

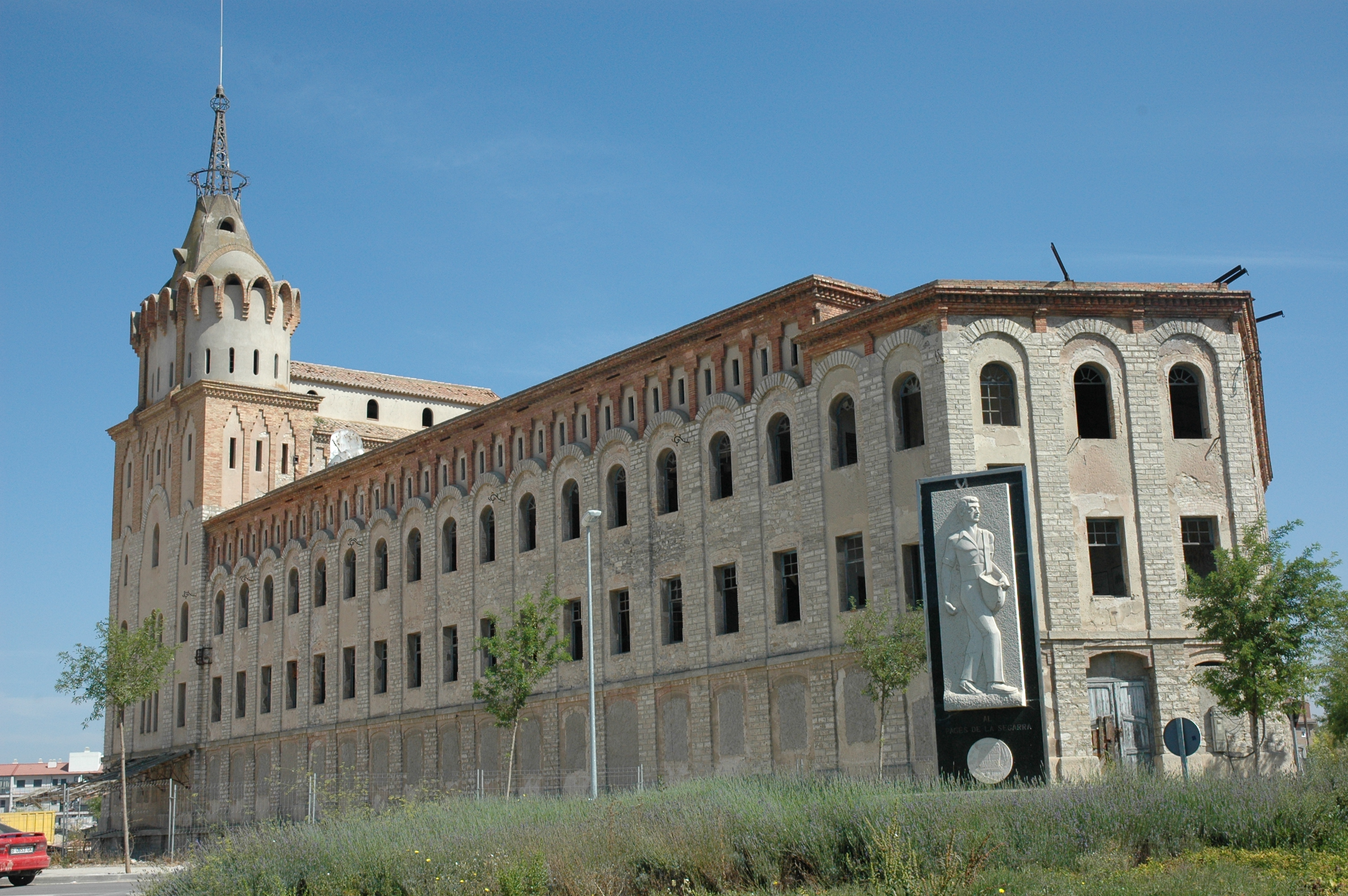
Historisches Mühlen- und Fabrikgebäude La Farinera in Cervera (1922)

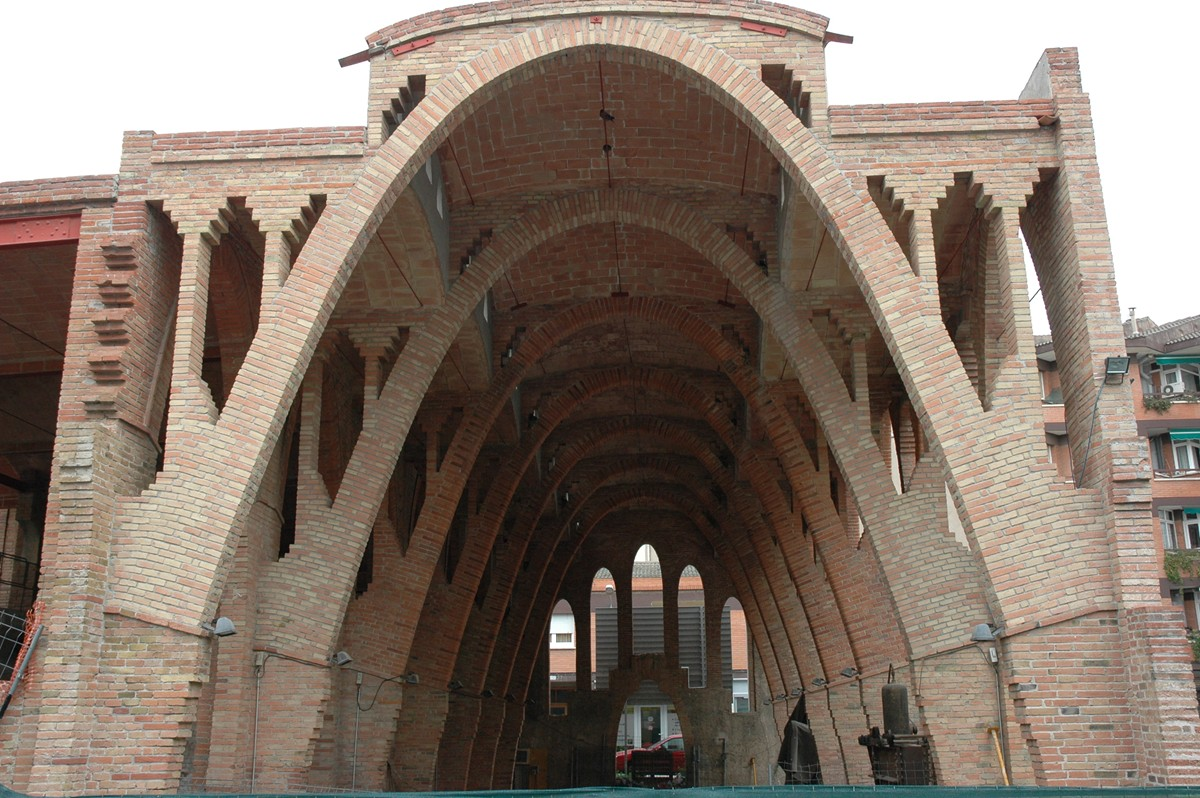
Kellerei der Winzergenossenschaft von Sant Cugat del Vallès aus dem Jahre 1921

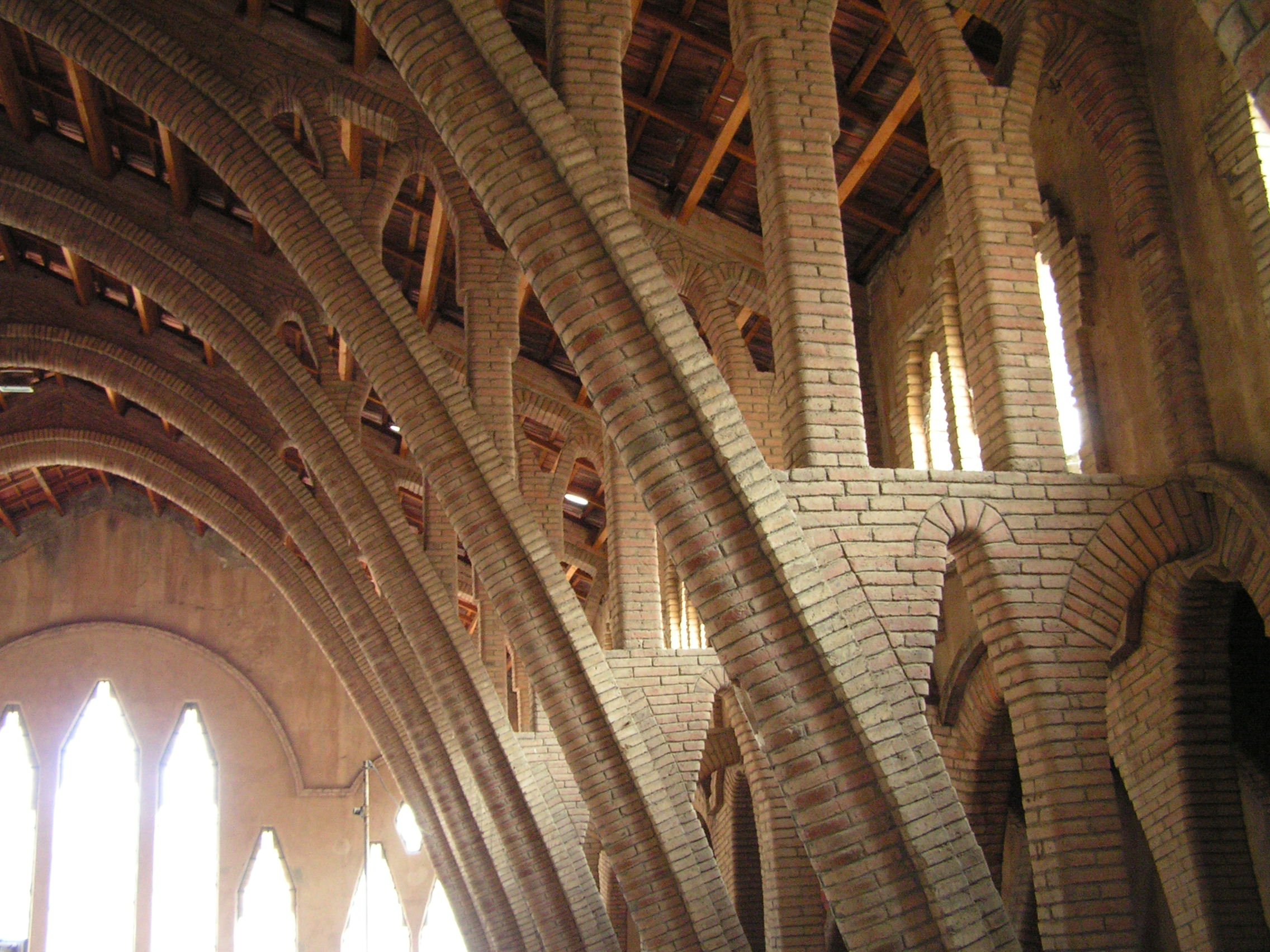
Innenansicht der Kellerei der Winzergenossenschaft von El Pinell de Brai

Cèsar Martinell verdient es, mit seinem Lehrer Antoni Gaudí, mit Josep Puig i Cadafalch, Lluís Domènech i Montaner und Josep Maria Jujol in eine Reihe gestellt zu werden. Sein Verdienst ist es, die katalanische Industriearchitektur auf einen außerordentlich hohen künstlerischen Standard gebracht zu haben. Er hat in seinem Leben weit über 40 Weinkeller oder landwirtschaftliche Gebäude entworfen und war für die Schaffung des Begriffs der „Wein-Kathedralen“ (katalanisch: „Catedrals del Vi“) verantwortlich. Die Ziegelhallen der Kellereien ähneln Kirchenschiffen, die von dünnen Lagen von Ziegelsteinen überfangen werden.
Die wichtigsten Kellereien von Cèsar Martinell finden sich in
- Barberà de la Conca
- Cornudella de Montsant
- El Pinell de Brai
- L’Espluga de Francolí
- Falset
- Gandesa
- Llorenç del Penedès
- Montblanc
- Nulles
- Rocafort de Queralt
- Santes Creus
- Sant Cugat del Vallès
- Vila-rodona